# ادمند (اکلاهما)
ادمند(به انگلیسی: Edmond) شهری در ایالت اکلاهما کشور ایالات متحده آمریکا است که جمعیت آن در سرشماری سال ۲۰۱۰ میلادی، ۸۱٬۴۰۵ نفر بوده‌است.